# Mindszent vasútállomás
Mindszent vasútállomás egy Csongrád-Csanád vármegyei vasútállomás, Mindszent településen, a MÁV üzemeltetésében. A település központjában helyezkedik el, közúti elérését a 4521-es útból kiágazó 45 324-es számú mellékút biztosítja.
A vasútállomás az Alföldi Kéktúra egyik pecsételőhelye, illetve a 4-es és 5-ös számú szakaszainak határa is.

## Vasútvonalak
Az állomást az alábbi vasútvonalak érintik:
- Tiszatenyő–Hódmezővásárhely–Makó-vasútvonal

## Kapcsolódó állomások
A vasútállomáshoz az alábbi állomások vannak a legközelebb:
- Kórógyszentgyörgy megállóhely
- Mártély megállóhely

## Forgalom
| Járat        | Útvonal | Gyakoriság |
| ------------ | --- | ---------- |
| személyvonat | Szentes – Szegvár – Kórógyszentgyörgy – Mindszent – Mártély – Hódmezővásárhelyi Népkert – Hódmezővásárhely | Napi 3 pár |
| személyvonat | Kiskunfélegyháza – Városi park – Csongrádi úti tanyák – Gátér – Kettőshalom – Kónyaszék – Csongrád alsó – Csongrád – Hékéd – Szentes – Szegvár – Kórógyszentgyörgy – Mindszent – Mártély – Hódmezővásárhelyi Népkert – Hódmezővásárhely | Napi 5 pár |